# Конвой Хальмахера – Маніла (06.01.44 – 15.01.44)
Конвой Хальмахера — Маніла (06.01.44 — 15.01.44) — японський конвой часів Другої світової війни, проведення якого відбувалось у січні 1944-го.
Конвой сформували на північному сході Нідерландської Ост-Індії на острові Хальмахера (зокрема, відігравав важливу роль у постачанні японських сил на заході Нової Гвінеї), а пунктом призначення став важливий транспортний хаб у Манілі.
До складу конвою, який 6 січня 1944-го вийшов із затоки Кау (глибоко вдається в острів Хальмахера з півночі), увійшли судна «Одацукі-Мару», «Тонегава-Мару», «Кенва-Мару», «Міцукі-Мару», «Бенгал-Мару», «Тоун-Мару», «Р'юсей-Мару» (Ryusei Maru) та ще один неідентифікований транспорт, тоді як охорону забезпечували мисливці за підводними човнами CH-36 та CH-45.
Під час переходу частина конвою відокремилась та 9 січня 1944-го прибула до порту Давао на південному узбережжі острова Мінданао. Зокрема, такі відомості можливо зустріти щодо транспортів «Бенгал-Мару», «Тонегава-Мару», «Кенва-Мару», «Міцукі-Мару» та мисливця CH-45.
Інша частина конвою 9—10 січня 1944-го побувала в Замбоанзі (західне завершення Мінданао), а 12 січня прибула до порту Себу (центральна частина Філіппінського архіпелагу), що був пунктом призначення для «Тоун-Мару», «Р'юсей-Мару» неідентифікованого транспорту.
Про «Одацукі-Мару» та мисливця CH-36 відомо, що 15 січня 1944-го вони прибули до Маніли. До Маніли невдовзі також мали прибути й «Тонегава-Мару», «Кенва-Мару», «Міцукі-Мару», оскільки вже 20 січня вони вийшли у зворотній рейс до острова Хальмахера в конвої H-14. Що стосується «Бенгал-Мару», то воно також досягнуло Маніли не пізніше кінця січня, проте полишило цей порт 1 лютого.